# Élections locales britanniques de 1990 à Londres
 (décembre 2023).
Si vous disposez d'ouvrages ou d'articles de référence ou si vous connaissez des sites web de qualité traitant du thème abordé ici, merci de compléter l'article en donnant les références utiles à sa vérifiabilité et en les liant à la section « Notes et références ».
Les élections locales britanniques de 1990 ont lieu le 3 mai 1990 en Angleterre. À Londres, 1 914 conseillers d'arrondissement sont à élire.

## Résultats

### Global
| Parti | Parti                 | Votes   | Votes | Votes | Conseils | Conseils | Sièges | Sièges |
| Parti | Parti                 | Voix    | %     | +/-   | Élus     | +/-      | Élus   | +/-    |
| ----- | --------------------- | ------- | ----- | ----- | -------- | -------- | ------ | ------ |
|       | Parti travailliste    | 938 805 | 38,9  | +1,5  | 14       | -1       | 926    | -31    |
|       | Parti conservateur    | 912 130 | 37,8  | +2,4  | 12       | +1       | 730    | +46    |
|       | Libéraux-démocrates   | 344 125 | 14,2  | -9,8  | 3        | =        | 227    | -22    |
|       | Parti vert            | 141 569 | 5,9   | +4,7  | 0        | =        | 0      | =      |
|       | Autres                | 79 301  | 3,3   | +1,3  | 0        | =        | 31     | +7     |
|       | Conseil sans majorité |         |       |       | 3        | =        |        |        |
| Total | Total                 |         |       |       | 32       | 32       | 1 914  | 1 914  |

### Par arrondissement

Résultats à Londres.

| Conseil                | Majorité sortante | Majorité sortante | Majorité élue | Majorité élue |
| ---------------------- | ----------------- | ----------------- | ------------- | ------------- |
| Barking and Dagenham   |                   | Travailliste      |               | Travailliste  |
| Barnet                 |                   | Conservateur      |               | Conservateur  |
| Bexley                 |                   | Conservateur      |               | Conservateur  |
| Brent                  |                   | Travailliste      |               | Sans majorité |
| Bromley                |                   | Conservateur      |               | Conservateur  |
| Camden                 |                   | Travailliste      |               | Travailliste  |
| Croydon                |                   | Conservateur      |               | Conservateur  |
| Ealing                 |                   | Travailliste      |               | Conservateur  |
| Enfield                |                   | Conservateur      |               | Conservateur  |
| Greenwich              |                   | Travailliste      |               | Travailliste  |
| Hackney                |                   | Travailliste      |               | Travailliste  |
| Hammersmith and Fulham |                   | Travailliste      |               | Travailliste  |
| Haringey               |                   | Travailliste      |               | Travailliste  |
| Harrow                 |                   | Conservateur      |               | Conservateur  |
| Havering               |                   | Sans majorité     |               | Sans majorité |
| Hillingdon             |                   | Sans majorité     |               | Conservateur  |
| Hounslow               |                   | Travailliste      |               | Travailliste  |
| Islington              |                   | Travailliste      |               | Travailliste  |
| Kensington and Chelsea |                   | Conservateur      |               | Conservateur  |
| Kingston upon Thames   |                   | Sans majorité     |               | Sans majorité |
| Lambeth                |                   | Travailliste      |               | Travailliste  |
| Lewisham               |                   | Travailliste      |               | Travailliste  |
| Merton                 |                   | Conservateur      |               | Travailliste  |
| Newham                 |                   | Travailliste      |               | Travailliste  |
| Redbridge              |                   | Conservateur      |               | Conservateur  |
| Richmond upon Thames   |                   | Libéral           |               | LibDem        |
| Southwark              |                   | Travailliste      |               | Travailliste  |
| Sutton                 |                   | Libéral           |               | LibDem        |
| Tower Hamlets          |                   | Libéral           |               | LibDem        |
| Waltham Forest         |                   | Travailliste      |               | Travailliste  |
| Wandsworth             |                   | Conservateur      |               | Conservateur  |
| Westminster            |                   | Conservateur      |               | Conservateur  |